# 苏丹总理
苏丹总理，全称为苏丹共和国总理，是苏丹共和国实行总统制之前的政府首脑，在前任总统奥马尔·巴希尔执政之后，总理一职被取消，改为实行總統制。
2016年12月，蘇丹修憲恢復設立總理一職。

### 政党或政治派别
- NCP - 全國大會黨
- NUP - 苏丹全国统一党
- SSU - 苏丹社会主义联盟
- UMMA - 乌玛党
- Mil – 军人
- n-p – 无党派

## 列表
| 执政日期                                                   | 姓名及职务                                                                 | 所属政党或派别 |
| ---------------------------------------------------------- | -------------------------------------------------------------------------- | -------------- |
| 英埃共管苏丹                                               |                                                                            |                |
| 1952年10月22日－1953年11月                                 | 赛义德·阿卜杜勒·拉赫曼·马赫迪（Sayid Abdel Rahman al-Mahdi），自治政府总理 | UMMA           |
| 1954年1月6日－1956年1月1日                                 | 伊斯梅尔·爱资哈里（Ismail al-Azhari），自治政府总理                        | NUP            |
| 苏丹共和国                                                 |                                                                            |                |
| 1956年1月1日－1956年7月5日                                 | 伊斯梅尔·爱资哈里（Ismail al-Azhari），总理                                | NUP            |
| 1956年7月5日－1958年11月17日                               | 阿卜杜勒·哈利勒（Abdullah Khalil），总理                                   | UMMA           |
| 1958年11月18日－1964年10月30日                             | 易卜拉欣·阿布德（Ibrahim Abboud），总理                                    | 軍人           |
| 1964年10月30日－1965年6月2日                               | 塞尔·哈特姆·哈利法（Sirr Al-Khatim Al-Khalifa），总理                      | UMMA           |
| 1965年6月10日－1966年7月25日                               | 穆罕默德·艾哈迈德·马哈古卜（Muhammad Ahmad Mahgoub），总理                 | UMMA           |
| 1966年7月27日－1967年5月18日                               | 萨迪克·马赫迪（Sadiq al-Mahdi），总理                                      | UMMA           |
| 1967年5月18日－1969年5月25日                               | 穆罕默德·艾哈迈德·马哈古卜（Muhammad Ahmad Mahgoub），总理                 | UMMA           |
| 苏丹民主共和国                                             |                                                                            |                |
| 1969年5月25日－1969年10月27日                              | 巴比克尔·阿瓦达拉（Babiker Awadalla），总理                                | 無黨籍         |
| 1969年10月28日－1976年8月11日                              | 加法尔·尼迈里（Gaafar Nimeiry），总理                                      | Mil；1971年SSU |
| 1976年8月11日－1977年9月10日                               | 拉希德·贝克尔（Rashid Bakr），总理                                         | SSU            |
| 1977年9月10日－1985年4月6日                                | 加法尔·尼迈里（Gaafar Nimeiry），总理                                      | SSU            |
| 1985年4月22日－1985年12月15日                              | 贾祖利·达法拉（al-Jazuli Dafalla），总理                                   | 無黨籍         |
| 苏丹共和国                                                 |                                                                            |                |
| 1985年12月15日－1986年5月6日                               | 贾祖利·达法拉（al-Jazuli Dafalla），总理                                   | 無黨籍         |
| 1986年5月6日－1989年6月30日                                | 萨迪克·马赫迪（Sadiq al-Mahdi），总理                                      | UMMA           |
| 1989年6月30日－2017年3月2日                                | 取消设置总理职务                                                           |                |
| 2017年3月2日－2018年9月9日                                 | 巴克里·哈桑·薩利赫（Bakri Hassan Saleh），总理                             | NCP            |
| 2018年9月10日－2019年2月23日                               | 莫塔茲·穆薩（Motazz Moussa），总理                                         | NCP            |
| 2019年2月24日－2019年4月11日                               | 穆罕默德·塔希爾·艾拉（Mohamed Tahir Ayala），总理                          | NCP            |
| 2019年8月21日－2021年10月25日 2021年11月21日－2022年1月2日 | 阿卜杜拉·哈姆多克（Mohammed Abdalla Hamdok），总理                         | 無黨籍         |
| 2022年1月19日－2025年4月30日                               | 奧斯曼·侯賽因（Osman Hussein），代理总理                                   | 無黨籍         |
| 2025年4月30日－2025年5月19日                               | 达法拉·哈吉·阿里（Dafallah al-Haj Ali），代理总理                          | 無黨籍         |
| 2025年5月19日－                                            | 卡米尔·伊德里斯（Kamil Idris），总理                                       | 無黨籍         |

## 关联条目
- 苏丹
  - 苏丹政治
  - 苏丹总统
  - 苏丹副总统
- 南苏丹
  - 南苏丹总统
  - 南苏丹副总统